# باليروس (أيتوليا كي أكارنانيا)
باليروس (Πάλαιρος) هي مدينة في أيتوليا كي أكارنانيا في مقاطعة كينتريكي إلادا في اليونان.